# TOI-2319
TOI-2319とは、地球からヘルクレス座の方向に約352光年離れた場所に位置するスペクトル分類がG型の恒星である。HD 152843やSAO 84691等という名称でも知られている。質量は太陽とほぼ同じであるが、大きさは1.5倍で、太陽よりもわずかに明るい。
| 太陽 | TOI-2319  |
| ---- | --------- |
| 太陽 | Exoplanet |

## 惑星系
| 名称 （恒星に近い順） | 質量                | 軌道長半径 （天文単位） | 公転周期 (日)          | 軌道離心率        | 軌道傾斜角        | 半径               |
| --------------------- | ------------------- | ----------------------- | ---------------------- | ----------------- | ----------------- | ------------------ |
| b                     | 11.56+6.58 −6.14 M⊕ | 0.1053+0.003 −0.0031    | 11.6264+0.0022 −0.0025 | 0.14+0.25 −0.10   | 88.85±0.73°       | 3.41+0.14 −0.12 R⊕ |
| c                     | 27.5 M⊕             | —                       | 24.38+6.23 −3.4        | 0.115+0.173 −0.08 | 88.89+0.18 −0.15° | 5.83±0.14 R⊕       |

TOI-2319にはTESSのデータを用いてプラネットハンターズのプロジェクトにより2個の太陽系外惑星が周囲を公転していることが発見された。2個の惑星は1か月の観測期間の間に合計3回トランジットを起こし、そのうち2回はTOI-2319 b、1回はTOI-2319 cによるトランジットであった。その後惑星の存在を確認するために、Telescopio Nazionale GalileoのHARPS-Nとローウェル天文台のEXPRESによるフォローアップ観測が行われた。TOI-2319 bの公転周期は約12日、TOI-2319 cは約24日である。